# Шабанов, Пётр Ильич
Пётр Ильич Шабанов — советский государственный хозяйственный  и партийный  деятель.

## Биография
Родился 9 октября 1926 в г. Томске.
Окончил ремесленное училище в Томске, Московский техникум радиосвязи. В 1953 окончил МАИ, в студенчестве был комсомольцем-активистом, в 1952–1953 возглавлял комитет комсомола института. 
После окончания МАИ — секретарь Московского горкома ВЛКСМ, первый секретарь Кировского райкома партии Москвы, генеральный директор Центрального телевидения, генеральный директор всесоюзной фирмы «Мелодия».
В 1982–1992 — заместитель министра культуры СССР, в 1992–2007 — вице-президент, а затем президент советско-итальянского совместного предприятия «Комплекс Большого театра».
Член КПСС. Делегат XXIII съезда КПСС.
Умер в Москве после 2003 года.